# Riana
Cet article possède un paronyme, voir Rihanna.
 (février 2020).
Albums de Choc Stars
Koreine Oko ndizo mbongwana emonani
Riana est le 13e album du groupe musical congolais Choc Stars, sorti en 1986.
Cet opus est majeur dans l'histoire des Choc Stars et permet à l'orchestre d'atteindre son meilleur niveau grâce au tube Riana de Ben Nyamabo et la célèbre danse Swelema. Il marque le changement artistique de l'orchestre, qui recherche désormais une harmonie vocale le rapprochant d'OK Jazz (grâce au trio Defao, Carlyto et Debaba), tout en produisant des danses faisant concurrence à celles de Zaïko Langa-Langa.

## Titres
1. Mbuma elengi (Djuna Djanana)
2. Elie Zola (Petit-Prince Nzolandonga)
3. Jardin de mon cœur (Roxy Tshimpaka)
4. Riana (Ben Nyamabo)

## Musiciens ayant participé à l’album

### Chant
- Ben Nyamabo Mutombo
- Carlyto Lassa
- Defao Matumona
- Debaba Mbaki
- Petit Prince Nzola Ndonga
- Djuna Djanana

### Guitares
- Roxy Tshimpaka (solo)
- Carrol Makamba (mi-solo)
- Teddy Accompa (rythmique)
- Jerry Lema (basse)
- Djo Mali (basse)

### Batterie
- Otis Edjudju

### Percussion
- Oleko Porokondo (congas)
- Ditutala Makengo (maracas)

### Animation
- Ditutala Makengo

## Anecdotes
La chanson Riana — une chanson d'amour, comme beaucoup de créations zaïroises de l'époque — est un remix d'une composition de Ben Nyamabo enregistrée en 1980 avec quelques membres de Zaïko Langa-Langa, sous le nom de Je t'adore Kapia. Elle passe plutôt inaperçue à l'époque, et ne lui permet pas d'intégrer officiellement cet orchestre.
Six ans plus tard, alors que Bozi Boziana, la voix de Choc Stars entre 1983 et 1985, a fondé son groupe, Anti Choc, Ben Nyamabo a l'idée de travailler à nouveau cette chanson et l'offre sur un plateau à Carlyto Lassa pour le lead vocal, entouré de Defao et Debaba. Comme les trois autres chansons de cet opus, elle comprend trois sections : le chant rumba, le refrain puis le sebène (partie dansante dominée par la guitare solo et les animations de Ditutala).
Riana, tube de l'année 1986 au Zaïre, fait également de Ben Nyamabo le parolier de cette même année. Elle est remixée deux fois, en 1987 avec en refrain une partie de Mwen Malad'aw de Kassav, puis dans le medley Carnaval de Choc Stars en 1988.